# Петрско
Петрско, Петарско или Петерско (грч. Πέτρες, Петрес) је насеље у Грчкој у општини Суровичево, периферија Западна Македонија. Према попису из 2021. био је 231 становник.
На попису из 1928. године Петрско је имало 712 становника, од чега су Словени апсолутна већина а остали грчке избеглице из Турске.

## Становништво
| Година       | 1951 | 1961 | 1971 | 1981 | 1991 | 2001 | 2011 |
| ------------ | ---- | ---- | ---- | ---- | ---- | ---- | ---- |
| Становништво | 789  | 806  | 588  | 523  | 509  | 444  | 312  |